# Liste der Kulturdenkmäler in Olsdorf (Eifel)
In der Liste der Kulturdenkmäler in Olsdorf  sind alle Kulturdenkmäler der rheinland-pfälzischen Ortsgemeinde Olsdorf aufgeführt. Grundlage ist die Denkmalliste des Landes Rheinland-Pfalz (Stand: 27. Juni 2022).

## Einzeldenkmäler
| Bezeichnung        | Lage                              | Baujahr                              | Beschreibung | Bild                           |
| ------------------ | --------------------------------- | ------------------------------------ | --- | ------------------------------ |
| Hoorhof            | Bettinger Straße 1 Lage           | 1767                                 | Wohnstallhaus, bezeichnet 1767, später erweitert; Scheune bezeichnet 1792, Wirtschaftsgebäude                     | weitere Bilder Fotos hochladen |
| Kapelle St. Rochus | Bettinger Straße 6 Lage           | 1928                                 | barockisierender Putzbau, 1928, Baumeister Jakob Marx, Koosbüsch; Privatfriedhof mit barockisierenden Grabkreuzen | weitere Bilder Fotos hochladen |
| Grabkreuz          | Bettinger Straße, bei Nr. 23 Lage | 1836                                 | Grabkreuz, beidseitig reliefiert, bezeichnet 1836                                                                 | weitere Bilder Fotos hochladen |
| Wegekreuz          | Dorfstraße, gegenüber Nr. 20 Lage | letztes Viertel des 17. Jahrhunderts | durchbrochenes Schaftkreuz, letztes Viertel des 17. Jahrhunderts                                                  | weitere Bilder Fotos hochladen |

## Ehemalige Kulturdenkmäler
| Bezeichnung | Lage                    | Baujahr                | Beschreibung                                | Bild                           |
| ----------- | ----------------------- | ---------------------- | ------------------------------------------- | ------------------------------ |
| Wegekreuz   | nördlich des Ortes Lage | spätes 19. Jahrhundert | spätgotisches Nischenschaftkreuz; gestohlen | weitere Bilder Fotos hochladen |